# 維舍拉河 (彼爾姆邊疆區)

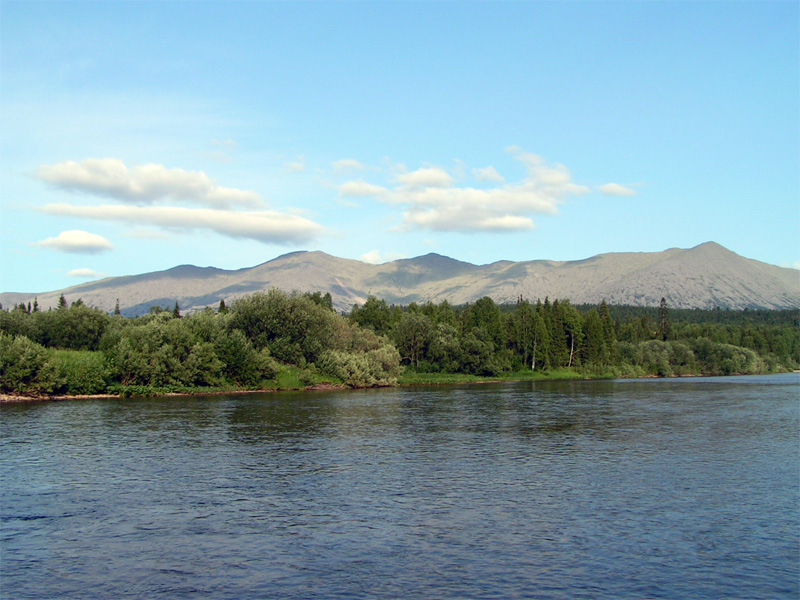
維舍拉河

維舍拉河是俄羅斯的河流，位於彼爾姆邊疆區內，屬於卡馬河的左支流，河道全長415公里，流域面積31,200平方公里，在每年10月下旬至11月上旬開始結冰，直至翌年4月下旬，支流有科爾瓦河。
59°54′14″N 56°26′20″E / 59.90389°N 56.43889°E